# Установка дегідрогенізації пропану Карабатан
Установка дегідрогенізації пропану Карабатан — перша черга казахського нафтохімічного комплексу, для розміщення якого обрали район Карабатан неподалік від міста Атирау.
Традиційно пропілен отримували разом з етиленом шляхом парового крекінгу або як супутній продукт із газів нафтопереробки. Втім, з кінця 20-го століття дедалі більшого поширення набуває технологія спеціалізованого виробництва цього олефіну шляхом дегідрогенізації пропану. Установка на Карабатані споруджена з розрахунку на використання пропану, вилученого комплексом підготовки унікального нафтового родовища Тенгіз. Завод, який ввели в дію у 2022 році, може щорічно продукувати 519 тисяч тон пропілену, який тут же перетворюють на поліпропілен.
Електроенергію для роботи майданчику постачає зведена неподалік ТЕС Карабатан.
При роботі на повній потужності комплекс щорічно потребуватиме 550 тисяч тон пропану. Його поставки організували залізничним транспортом, втім, існують також плани прокладання між Тенгізом та Карабатаном пропанопроводу.
Проект реалізує компанія «Kazakhstan Petrochemical Industries Inc.» В майбутньому вона планує розширити нафтохімічний майданчик за рахунок установки парового крекінгу етану та похідних виробництв на основі отриманого при цьому етилену.
Найбльшим елементом обладнання установки стала виготовлена на заводі «Атираунафтомаш» колона-сплітер пропану та пропілену, яка важить понад 1100 тон та має висоту 105 метрів. Вісім реакторів для проведення дегідрогенізації за технологією Catofin (кожен важить по 417 тон), чотири резервуари для зберігання пропану та деяке інше обладнання (загальна вага 5500 тон) виготовили в Південній Кореї і доправили морським транспортом до румунського порту Констанца, де перевантажили на шість барж, які через Волго-Донський канал привели до порту Атирау.